# Тетіївська міська рада
Те́тіївська міська́ ра́да — адміністративно-територіальна одиниця та орган місцевого самоврядування в Тетіївському районі Київської області. Адміністративний центр — місто Тетіїв.

## Загальні відомості
Тетіївська міська рада утворена 18 березня 1968 року.
- Територія ради: 13,04 км²
- Населення ради: 13 220 осіб (станом на 2015 рік)[1]
- Територією ради протікає Роська

## Населені пункти
Міській раді підпорядковані населені пункти:
- м. Тетіїв

## Склад ради
Рада складається з 30 депутатів та голови.
- Голова ради: Майструк Руслан Володимирович
- Секретар ради: Погоріла Ірина Володимирівна

### Керівний склад попередніх скликань
| Прізвище, ім'я, по батькові   | Основні відомості                                                                   | Дата обрання | Дата звільнення |
| ----------------------------- | ----------------------------------------------------------------------------------- | ------------ | --------------- |
| Бевз Василь Кирилович         | Міський голова, 1950 року народження, член Всеукраїнського об'єднання «Батьківщина» | 26.03.2006   | 31.10.2010      |
| Майструк Руслан Володимирович | Міський голова, 1980 року народження, освіта вища, безпартійний                     | 31.10.2010   |                 |

Примітка: таблиця складена за даними сайту Верховної Ради України

### Депутати
За результатами місцевих виборів 2010 року депутатами ради стали:

#### За суб'єктами висування
| Суб'єкт висування                                                                    | Кількість обраних депутатів | %    |
| ------------------------------------------------------------------------------------ | --------------------------- | ---- |
| Політична партія «Сильна Україна»                                                    | 7                           | 23,3 |
| Партія регіонів                                                                      | 6                           | 20   |
| Соціалістична партія України                                                         | 6                           | 20   |
| Політична партія Всеукраїнське об'єднання «Батьківщина»                              | 4                           | 13,3 |
| Політична партія «УДАР (Український Демократичний Альянс за Реформи) Віталія Кличка» | 2                           | 6,7  |
| Партія Зелених України                                                               | 1                           | 3,3  |
| Політична партія Всеукраїнське об'єднання «Свобода»                                  | 1                           | 3,3  |
| Політична партія «Фронт Змін»                                                        | 1                           | 3,3  |
| Українська Народна Партія                                                            | 1                           | 3,3  |
| Українська соціал-демократична партія                                                | 1                           | 3,3  |

#### За округами
| № округу                                                                             | Прізвище, ім'я, по батькові       | Дата визнання обраним | Освіта             | Партійна приналежність                                                                     | Відомості про обраного депутата                                                                                     |
| ------------------------------------------------------------------------------------ | --------------------------------- | --------------------- | ------------------ | ------------------------------------------------------------------------------------------ | --- |
| Партія Зелених України                                                               |                                   |                       |                    |                                                                                            | |
| б/м                                                                                  | Гук Володимир Анатолійович        | 03.11.2010            | вища               | член Партії Зелених України                                                                | Біолабораторія ТОВ «ТАК- Агро», завідувач біолабораторії                                                            |
| Партія регіонів                                                                      |                                   |                       |                    |                                                                                            | |
| б/м                                                                                  | Думанський Василь Павлович        | 03.11.2010            | вища               | член Партії регіонів                                                                       | Тетіївська ЦРЛ, заступник головного лікаря                                                                          |
| б/м                                                                                  | Карпович Надія Петрівна           | 03.11.2010            | вища               | член Партії регіонів                                                                       | Тетіївський навчально-виховний комплекс «Загальноосвітня школа І-ІІІ ст. — природничо-математичний ліцей», директор |
| б/м                                                                                  | Шведський Юрій Васильович         | 03.11.2010            | вища               | член Партії регіонів                                                                       | Тетіївська філія по експлуатації газового господарства Відкритого акціонерного товариства «Київоблгаз», начальник   |
| б/м                                                                                  | Мотрич Володимир Климентійович    | 03.11.2010            | вища               | член Партії регіонів                                                                       | Тетіївський ринок Київської райспоживспілки, директор                                                               |
| 11                                                                                   | Бужинецький Володимир Іванович    | 31.10.2010            | вища               | член Партії регіонів                                                                       | ТОВ спеціальне підприємство «Володар», началь-ник цеху                                                              |
| 15                                                                                   | Строянівська Наталія Анатолівна   | 31.10.2010            | вища               | член Партії регіонів                                                                       | Аптека № 213, дирек-тор                                                                                             |
| Політична партія Всеукраїнське об'єднання «Батьківщина»                              |                                   |                       |                    |                                                                                            | |
| б/м                                                                                  | Клековкін Олексій Володимирович   | 03.11.2010            | середня            | позапартійний                                                                              | ТОВ «ТАК-Агро», генеральний директор                                                                                |
| б/м                                                                                  | Фартушний Олександр Васильович    | 03.11.2010            | вища               | позапартійний                                                                              | ТОВ «ТАК-Агро», начальник аналітичного відділу                                                                      |
| 6                                                                                    | Ткачук Віталій Олександрович      | 31.10.2010            | вища               | член Всеукраїнського об'єднання «Батьківщина»                                              | ТОВ «ТАК-Агро», гол.інженер                                                                                         |
| 12                                                                                   | Сіренко Анатолій Володимирович    | 31.10.2010            | вища               | позапартійний                                                                              | КОФ ДП «Центр ДЗК», началь-ник відділу                                                                              |
| Політична партія Всеукраїнське об'єднання «Свобода»                                  |                                   |                       |                    |                                                                                            | |
| б/м                                                                                  | Житник Віктор Теофанович          | 03.11.2010            | вища               | член Всеукраїнського об'єднання «Свобода»                                                  | Ремонтно — будівельний кооператив «Світанок», директор                                                              |
| Політична партія «Сильна Україна»                                                    |                                   |                       |                    |                                                                                            | |
| б/м                                                                                  | Руденко Руслан Васильович         | 03.11.2010            | вища               | член Політичної партії «Сильна Україна»                                                    | приватний підприємець                                                                                               |
| б/м                                                                                  | Підопригора Максим Леонідович     | 03.11.2010            | вища               | член Політичної партії «Сильна Україна»                                                    | приватний підприємець                                                                                               |
| 2                                                                                    | Поляруш Сергій Сергійович         | 31.10.2010            | вища               | член Політичної партії «Сильна Україна»                                                    | приватний підприємець                                                                                               |
| 3                                                                                    | Погоріла Ірина Володимирівна      | 31.10.2010            | вища               | член Політичної партії «Сильна Україна»                                                    | Тетіївська міська рада, секре-тар викон-кому                                                                        |
| 4                                                                                    | Гончарук Віктор Миколайович       | 31.10.2010            | вища               | член Політичної партії «Сильна Україна»                                                    | КП «Благоус-трій», началь-ник                                                                                       |
| 8                                                                                    | Присмицький Вадим Миколайович     | 31.10.2010            | вища               | член Політичної партії «Сильна Україна»                                                    | КП «Благоустрій», гол. інженер                                                                                      |
| 9                                                                                    | Присмицька Катерина Антонівна     | 31.10.2010            | вища               | член Політичної партії «Сильна Україна»                                                    | пенсіонер |
| Політична партія «УДАР (Український Демократичний Альянс за Реформи) Віталія Кличка» |                                   |                       |                    |                                                                                            | |
| б/м                                                                                  | Колос Оксана Костянтинівна        | 03.11.2010            | середня            | член Політичної партії «УДАР (Український Демократичний Альянс за Реформи) Віталія Кличка» | приватний підприємець                                                                                               |
| б/м                                                                                  | Петров Олег Петрович              | 03.11.2010            | вища               | член Політичної партії «УДАР (Український Демократичний Альянс за Реформи) Віталія Кличка» | тимчасово не працює                                                                                                 |
| Політична партія «Фронт Змін»                                                        |                                   |                       |                    |                                                                                            | |
| б/м                                                                                  | Корнійчук Наталія Іванівна        | 03.11.2010            | вища               | член Політичної партії «Фронт Змін»                                                        | Тетіївська загальноосвітня школа № 3, вчитель                                                                       |
| Соціалістична партія України                                                         |                                   |                       |                    |                                                                                            | |
| б/м                                                                                  | Маковська Людмила Олексіївна      | 03.11.2010            | вища               | член Соціалістичної партії України                                                         | Тетіївська ЦРЛ, заступник головного лікаря                                                                          |
| 5                                                                                    | Метулинська Наталія Іванівна      | 31.10.2010            | вища               | позапартійна                                                                               | Газета «Тетіївська земля», коре-пондент                                                                             |
| 7                                                                                    | Бевз Василь Кирилович             | 31.10.2010            | вища               | позапартійний                                                                              | Тетіївська міська рада, міський голова                                                                              |
| 10                                                                                   | Мамітько Роман Володимирович      | 31.10.2010            | середня спеціальна | позапартійний                                                                              | фізична особа-підприємець                                                                                           |
| 13                                                                                   | Волоський Владислав Владиславович | 31.10.2010            | вища               | позапартійний                                                                              | Тетіївська ЦРЛ, лікар-гінеко-лог                                                                                    |
| 14                                                                                   | Безугла Ганна Андріївна           | 31.10.2010            | середня спеціальна | член Соціалістичної партії України                                                         | пенсіонер |
| Українська Народна Партія                                                            |                                   |                       |                    |                                                                                            | |
| 1                                                                                    | Решетник Володимир Олександрович  | 31.10.2010            | вища               | член Української Народної Партії                                                           | Тетіївсь-кий РЦЗ, гол. спеціаліст-юрисконсульт                                                                      |
| Українська соціал-демократична партія                                                |                                   |                       |                    |                                                                                            | |
| б/м                                                                                  | Слободяник Олег Йосипович         | 03.11.2010            | вища               | позапартійний                                                                              | приватний підприємець                                                                                               |